# 高田瑞穂
高田 瑞穂（たかだ みずほ、1910年（明治43年）5月13日 - 1987年（昭和62年）1月10日）は、日本の近代文学者。成城大学名誉教授。

## 生涯
- 1910年（明治43年）  静岡県浜名郡白須賀町白須賀（現・湖西市）に生まれる。
- 1913年（大正2年）3月 浜松西小学校卒業、4月 静岡県立浜松（第一）中学校入学。
- 1928年（昭和3年）3月 静岡県立浜松第一中学校卒業、4月 静岡高等学校文科丙類入学。
- 1931年（昭和6年）3月 静岡高等学校卒業、4月 東京帝国大学文学部国文学科入学。近代文学専攻。
- 1934年（昭和9年）3月 東京帝国大学卒業、4月 東京帝国大学大学院入学。
- 1938年（昭和13年）3月 東京帝国大学大学院（国文）退学、4月 東京帝国大学大学院（哲学）入学。
- 1940年（昭和15年）3月 東京帝国大学大学院（哲学）退学。
- 1941年（昭和16年）5月 東京府立第一中学校（現・東京都立日比谷高等学校）教諭となる。成城高等学校 (旧制)教諭を経て、
- 1954年（昭和29年）創設された成城大学文藝学部（現：文芸学部）教授に就任。

早稲田大学、お茶の水女子大学などの非常勤講師も務めた。耽美派や芥川龍之介などの研究で知られる。多くの研究書と啓蒙書、3冊の受験参考書がある。

## 『新釈現代文』に関して
1960年（昭和35年）9月に新塔社で刊行された『新釈 現代文』は、現代文を読むための「たった一つのこと」だけを説いた高校生、大学受験生向けの本である。約20数年間、現代国語の受験参考書としてベストセラーとなった。「たった一つのこと」とは、文脈を追跡するための「内面的運動感覚」である。論旨の展開を追跡する論理感覚とでもいうものであった。1986年（昭和61年）3月最終重版後は、同書は長らく絶版だったが、2009年6月に至り、ちくま学芸文庫で新版復刊された。巻末の石原千秋「解説--人生と研究と参考書」で、近代を知るための思想書としても価値があると説かれている。

## 著書
- 『木下杢太郎』天明社, 1949
- 『志賀直哉とその作品』学友社, 1949
- 『志賀直哉』成城国文学会, 1949、学燈文庫, 1954、新版1980ほか
- 『横光利一』市ヶ谷出版, 1951
- 『現代文の学び方』至文堂, 1955／ちくま学芸文庫, 2025
- 『新釈 現代文』新塔社, 1959、新版1984／ちくま学芸文庫, 2009
- 『反自然主義文学』明治書院, 1963
- 『現代小説』学燈社・学燈文庫, 1963、新版1985
- 『近代耽美派 心象と方法』塙書房・塙選書, 1967
- 『近代文学の明暗』清水弘文堂書房, 1971
- 『萩原朔太郎研究』三弥井書店, 1973
- 『芥川龍之介論考』有精堂出版・有精堂選書, 1976
- 『日本近代詩史』早稲田大学出版部, 1980
- 『大正文学論』有精堂出版, 1981
- 『日本近代文学の宿命』明治書院「国文学研究叢書」, 1982
- 『現代文読解の根底』新塔社, 1982／ちくま学芸文庫, 2014
- 『夏目漱石論　漱石文学の今日的意義』明治書院, 1984
- 『日本近代作家の美意識』明治書院「国文学研究叢書」, 1987

### 編著
- 『堀辰雄』大竹新助写真 明治書院 写真作家伝叢書, 1966
- 『世界の名詩 第7巻 佐藤春夫詩集』講談社, 1969